# لويز كوبر
لويز كوبر (بالإنجليزية: Louise Cooper)‏ هي كاتبة خيال علمي بريطانية، ولدت في 29 مايو 1952 في Chipping Barnet ‏ في المملكة المتحدة، وتوفيت في 21 أكتوبر 2009 بسبب نزف مخي.